# Sciades nakanei
Sciades nakanei là một loài bọ cánh cứng trong họ Cerambycidae.